# Талдисайський сільський округ (Нуринський район)
Талдиса́йський сільський округ (каз. Талдысай ауылдық округі, рос. Талдысайский сельский округ) — адміністративна одиниця у складі Нуринського району Карагандинської області Казахстану. Адміністративний центр та єдиний населений пункт — село Талдисай.
Населення — 160 осіб (2021; 201 у 2009, 1195 у 1999, 1515 у 1989).
Станом на 1989 рік існувала Талдисайська сільська рада (села Килиш, Талдисай, Шоптиколь). 2007 року були ліквідовані села Килиш та Шоптиколь.

## Склад
До складу округу входять такі населені пункти:
| Населений пункт | Населення, осіб (1989) | Населення, осіб (1999) | Населення, осіб (2009) | Населення, осіб (2021) |
| --------------- | ---------------------- | ---------------------- | ---------------------- | ---------------------- |
| Килиш, село     | 253                    | 185                    | -                      | -                      |
| Талдисай, село  | 1124                   | 884                    | 201                    | 160                    |
| Шоптиколь, село | 138                    | 126                    | -                      | -                      |